# Muleshoe

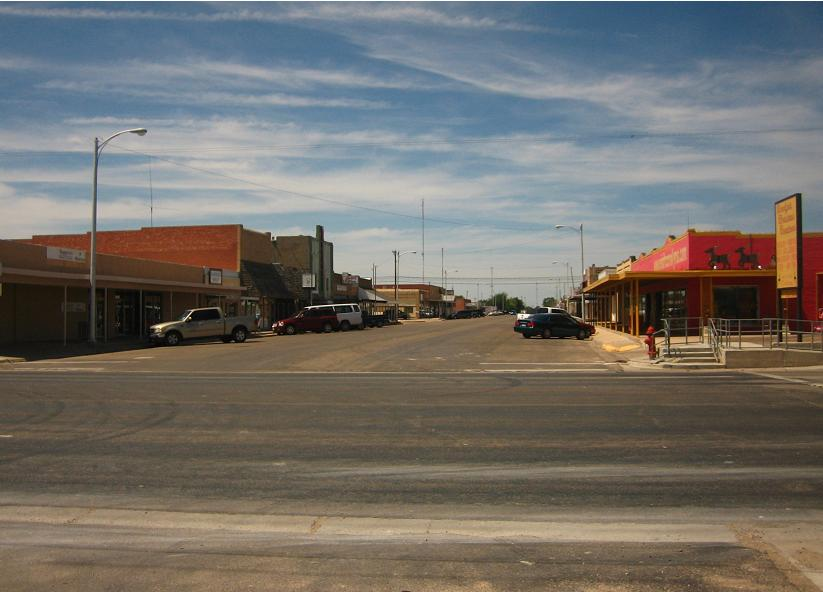
Rue Main au centre-ville de Muleshoe

La ville de Muleshoe est le siège du comté de Bailey, dans l’État du Texas, aux États-Unis. Sa population s’élevait à 5 158 habitants lors du recensement de 2010, estimée à 5 042 habitants en 2018.

## Source
- (en) Cet article est partiellement ou en totalité issu de l’article de Wikipédia en anglais intitulé « Muleshoe, Texas » (voir la liste des auteurs).

1. ↑  « Population and Housing Unit Estimates » (consulté le 19 septembre 2019)
2. ↑  « Census of Population and Housing », Census.gov (consulté le 4 juin 2015)